# Chersotis rattus
Chersotis rattus là một loài bướm đêm trong họ Noctuidae.